# Клокичкові
Клокичкові (Staphyleaceae) — родина покритонасінних рослин із клади розидів. Родина налічує приблизно 60 видів, які поширені в тропічних (часто) і помірних (зрідка) регіонах Америки та Євразії (до о. Нова Гвінея).

## Опис
Дерева або чагарники, листопадні або вічнозелені. Листки протилежні, непарно-перисто складні або трилисті, рідко прості, з прилистками або без них, листочки з черешками, рідше майже сидячі, перисто-жилкові. Квітки двостатеві до рідко одностатеві, від рожевих до білих, висячі або випростані, радіально симетричні, розташовані у волоті або китиці. Чашолистків 5. Пелюстків 5, вільні або з'єднані в основі, перекриваються, рідко ні, рівні чашолисткам. Тичинок 5. Плід — роздута коробочка або стручок або ягодоподібна кістянка. Насіння від кулястого до яйцеподібного.

## Поширення
Поширений тропічних (часто) і помірних (зрідка) регіонах Америки та Євразії (до о. Нова Гвінея).
В Україні зростає вид природної флори клокичка пірчаста (Staphylea pinnata), а також два види культивуються: клокичка колхідська (Staphylea colchica) й клокичка трилиста (Staphylea trifolia).